# Valeria Gagealov
Valeria Gagealov (n. 9 decembrie 1931, Galați, România – d. 9 februarie 2021, București, România) a fost o actriță română de film, radio, teatru, televiziune și voce.

## Biografie
Valeria Gagealov s-a născut în data de 9 decembrie 1931, la Galați, județul Covurlui, Regatul României. Între anii 1946-1948, urmează cursurile Liceului „Notre Dame de Sion” din Galați. Părinții se mută la Buzău, unde viitoarea actriță va absolvi, în 1950, Liceul de Fete (Colegiul Național Mihai Eminescu). A urmat cursurile I.A.T.C. între anii 1950-1954.

### Scenă și radio
Între anii 1954-2004 interpretează numeroase personaje pe scena Teatrului Național din București.
Memorabile sunt rolurile din Oameni și șoareci de John Steinbeck, care s-a jucat timp de 13 ani și Sonia din piesa Camera de alături de Paul Everac, rol pentru care a primit Premiul de creație în 1983.
Totodată, vocea Valeriei Gagealov a fost auzită în zeci de piese de teatru radiofonic.

### Film
Din filmografia sa se pot aminti rolurile din Moara cu noroc, Serata, Întoarcerea lui Vodă Lăpușneanu și Singurătatea florilor.
Începând cu anul 2001 a fost societară de onoare a Teatrului Național din București.

### Recunoaștere
A fost decorată în februarie 2004 cu Ordinul Meritul Cultural în grad de Comandor, Categoria D - „Arta Spectacolului”.
Portretul Valeriei Gagealov a fost reprezentat pe un timbru poștal emis de Romfilatelia în anul 2004 în cadrul emisiunii Stele de aur ale scenei și ecranului, menită să promoveze valorile cultural-artistice românești care au reușit să insufle dragostea pentru teatru și film. Au fost emise atunci 12 timbre poștale dedicate Marilor Actori naționali considerați a face parte din generația de aur a teatrului și filmului românesc; este vorba de Mircea Albulescu, Tamara Buciuceanu-Botez, Valeria Gagealov, Ileana Stana Ionescu, Draga Olteanu Matei, Marin Moraru, George Motoi, Sebastian Papaiani, Florin Piersic, Mitică Popescu, Sanda Toma și Olga Tudorache.

## Decesul
Actrița Valeria Gagealov a decedat în dimineața zilei de 9 februarie 2021, în Spitalul Universitar de Urgență Elias, unde se afla internată de mai multe săptămâni, fiind infectată cu Covid-19.

## Filmografie
- La „Moara cu noroc” (1957) - doamna în doliu
- Momente Caragiale - Tren de plăcere (1958)
- Mutter Courage (1962) - Yvette Pottier
- Columna (1968) - dublaj de voce Andrada
- Castelul condamnaților (1970) - bucătăreasa cehă Vlasta (nemenționată)
- Mihai Viteazul (1971) - dublaj de voce
- Serata (1971)
- Puterea și adevărul (1972)
- Un august în flăcări (1973)
- Conspirația (1973)
- Departe de Tipperary (1973)
- Când trăiești mai adevărat (1974)
- Singurătatea florilor (1976) - Ema
- Mihail, câine de circ (1979) - Mary Emory
- Întoarcerea lui Vodă Lăpușneanu (1980)
- Ultima noapte de dragoste (1980)
- Bietul Ioanide (1980) - dublaj de voce Doamna Lascaris
- Promisiuni (1985)

## Distincții
- Ordinul Meritul Cultural clasa a V-a (6 noiembrie 1967) „pentru merite deosebite în domeniul artei dramatice”[12]